# アレックス・ラスムセン
アレックス・ニッキー・シルベスト・ラスムセン（Alex Nicki Sylvest Rasmussen、1984年6月9日 - ）は、デンマーク、オーデンセ出身の自転車競技選手。

## 来歴
トラックレースとロードレースの兼用選手。
父親のクラウス・ラスムッセンも元トラックレース選手であった。
2001年
- デンマーク選手権
  - 1㎞タイムトライアル(1㎞TT) 優勝
  - ジュニア部門のスプリント、1㎞TT、団体追抜 優勝

2002年
- デンマーク選手権
  - 1㎞TT 優勝
  - ジュニア部門のポイントレース、1㎞TT、団体追抜 優勝

2003年
- デンマーク選手権
  - 1㎞TT、団体追抜 優勝
  - U23部門の個人追抜 優勝

2004年
- ヨーロッパ自転車競技選手権大会（欧州選手権） スクラッチ(U23)優勝
- デンマーク選手権
  - 1㎞TT、団体追抜、個人追抜、マディソン 優勝
  - U23部門の個人追抜 優勝

2005年
- トラックレース世界選手権・スクラッチで優勝。
- UCIトラックワールドカップ2004-2005
  - ロサンゼルス - スクラッチ 優勝
- デンマーク選手権
  - 1㎞TT、団体追抜、個人追抜、マディソン、ポイントレース 優勝
  - U23部門の個人追抜 優勝
- 欧州選手権 マディソン、スクラッチ 優勝

2007年、国内選手権・個人ロードレース優勝。
2008年
- 世界選手権 団体追い抜き 2位
- 北京オリンピック 団体追い抜き2位

2009年
- トラックレース世界選手権
  - 団体追い抜き 優勝
  - ミカエル・メルケフとペアを組んだマディソンでも優勝。

2010年
- 母国で開催されたトラックレース世界選手権・スクラッチで、同ラップで並んだフアン・エステバン・アランゴ、盛一大との争いを制し、同種目では5年ぶり2度目の優勝を果たした。

2011年、チーム・HTC - ハイロードに移籍。
- TD・バンク・インターナショナル・サイクリング・チャンピオンシップ 優勝

2012年、ガーミン・バラクーダに移籍。
- ツアー・オブ・オマーン　総合112位
- グランプリ・サミン　82位
- ティレーノ・アドリアティコ　総合129位
- ジロデ・イタリア　総合150位
  - ポイント賞　22位
  - プロローグ　3位
  - 第20ステージ　4位
  - 第3ステージ　優勝

### ドーピング検査未受検問題
- 2011年9月15日、チーム・HTC - ハイロードはチーム規則違反によりラスムセンを解雇したと発表[1]。競技外のドーピング検査を受けず、チームに報告しなかったのが理由。またサクソバンク所属時にもドーピング検査を2回受けなかったことも発覚[2]。このドーピング検査逃れを理由にデンマーク自転車連盟も一時的な活動停止処分を発表。これに対し、当人は事実を認めており、デンマーク車連から内示で2年間の出場停止処分が下っていることにも言及した。
- しかし11月17日、デンマーク車連は手続き上の不備があったとして不問に付すことを決めた。これにより、ガーミン・サーヴェロ（現 ガーミン・バラクーダ）への移籍が決まった。
- これに対し12月23日、国際自転車競技連盟(UCI)は、デンマーク車連の裁定を不服として、スポーツ仲裁裁判所(CAS)に上訴することを決めた[3]。
- 2012年7月4日、スポーツ仲裁裁判所より、2011年9月に遡って18か月間の出場停止が下った[4]。同月11日、改めてCASへ不服申し立てを行わないことを決め、制裁期間は確定した[5]。
- 2013年、3月18日の出場停止期間終了後にブラバンツ・ペイルでレース復帰[6]。

#### 6日間レース
6日間レースでは、同胞のミカエル・メルケフと組んで、グルノーブル6日間レースを2007年、2008年に優勝。2009年-2010年シーズンは、10戦中、ヘント、ベルリン、コペンハーゲンの3大会で優勝した。